# Enja Rúčková
Enja Rúčková (Liptószentmiklós, 1983. november 17. –) szlovák író. A  lányregények legnépszerűbb szlovák szerzője.

## Élete
Nagyszombatban a Cirill és Metód Egyetemen szerzett diplomát a tömegkommunikációs tanulmányok tanszékén. Liptóban él és dolgozik. Házas, három gyermeke van, a szabadidejében ír. Munkáinak többsége a fiataloknak szóló regény, ám a felnőttek számára is ír történeteket.
2010-ben a Čo koho do toho kötete második helyet ért el a Liptói könyvversenyen, 2011-ben első helyezést ért el a Risknem to s punkerom könyvével.

## Művei
- Čo koho do toho (2010, 2012, 2. kiadás: 2017) Mi van vele?
- Risknem to s punkerom (2011)
- Očistný debakel (2012) Tisztító kudarc
- Most kolibríkov (2012) Kolibri-híd
- Žuvačkový kráľ (2012, 2. kiadás: 2019) A rágógumik királya
- Láska na dvoch kolesách (2013) Szerelem két keréken
- Môj nevlastný brat (2013) A mostohatestvérem
- Karambol (2014)
- Hraj fér (2018) Játssz becsületesen
- Zápisky z frontu 1941–1943 (2018) Jegyzetek az elejéről 1941–1943

## Fordítás
- Ez a szócikk részben vagy egészben  az   Enja Rúčková című szlovák Wikipédia-szócikk ezen változatának fordításán alapul.  Az eredeti cikk szerkesztőit annak laptörténete sorolja fel. Ez a jelzés csupán a megfogalmazás eredetét és a szerzői jogokat jelzi, nem szolgál a cikkben szereplő információk forrásmegjelöléseként.